# Liste der Pfarren im Dekanat Zell am Ziller
Das Dekanat Zell am Ziller ist ein Dekanat der römisch-katholischen Erzdiözese Salzburg.

## Pfarren mit Kirchengebäuden
| Pfarre                 | Pfarrverband                                | Seit | Patrozinium               | Kirchengebäude                | Bild |
| ---------------------- | ------------------------------------------- | ---- | ------------------------- | ----------------------------- | ---- |
| Brandberg im Zillertal | Brandberg – Mayrhofen                       | 1891 | Hl. Kreuz                 | Pfarrkirche Brandberg         |      |
| Gerlos                 | Gerlos – Zell am Ziller                     | 1891 | Hll. Leonhard und Lambert | Pfarrkirche Gerlos            |      |
| Hart im Zillertal      | Bruck am Ziller – Hart im Zillertal – Stumm | 1875 | Hl. Bartholomäus          | Pfarrkirche Hart im Zillertal |      |
| Mayrhofen              | Brandberg im Zillertal – Mayrhofen          | 1858 | Unsere Liebe Frau         | Pfarrkirche Mayrhofen         |      |
| Stumm                  | Bruck am Ziller – Hart im Zillertal – Stumm | 1858 | Hl. Rupert                | Pfarrkirche Stumm             |      |
| Zell am Ziller         | Gerlos – Zell am Ziller                     | 1187 | Hl. Veit                  | Pfarrkirche Zell am Ziller    |      |

## Dekanat Zell am Ziller
Das Dekanat umfasst sechs Pfarren. Die Pfarren bilden drei Pfarrverbände.